# Abdelkader Bensalah

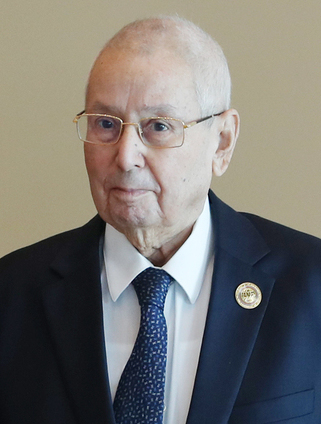
Abdelkader Bensalah (2019)

Abdelkader Bensalah (arabisch عبد القادر بن صالح, DMG ʿAbd al-Qādir b. Ṣāliḥ; * 24. November 1941 in Felaoussene; † 22. September 2021) war ein algerischer Politiker. Er war vom 2. April bis zum 19. Dezember 2019 Interimspräsident Algeriens. Er war Mitglied der Nationalen Demokratischen Sammlung, die als zentristisch gilt.

## Leben
Abdelkader Bensalah wurde 1941 nahe Tlemcen im damaligen französisch besetzten Algerien geboren. Andere Quellen besagen, Bensalah sei in Marokko geboren und habe im Algerienkrieg die algerische Staatsbürgerschaft erhalten. Er beteiligte sich an der algerischen Unabhängigkeitsbewegung. Bensalah arbeitete von 1970 bis 1974 als Leiter des Beiruter Zentrums für Information und Kultur. Dann kehrte er nach Algerien zurück und schrieb drei Jahre für die staatliche Zeitung El Chaâb. Im Jahre 1977 wurde er als Vertreter der Provinz Tlemcen gewählt und behielt dieses Amt für zehn Jahre. 1989 wurde er als Botschafter Algeriens nach Saudi-Arabien entsandt und blieb dort bis 1993 Botschafter. Von 1997 bis 2002 war er Präsident der Nationalen Volksversammlung und wurde kurz darauf Präsident des Nationalrats.
Bensalah übernahm nach dem zunehmenden Rückzug Abd al-Aziz Bouteflikas 2019 den Sitz in der Arabischen Liga für den abwesenden Präsidenten. Bensalah war ab 2002 Präsident der oberen Parlamentskammer. In diesem Amt fiel ihm verfassungsgemäß die Stellung eines amtierenden Präsidenten für eine Übergangsphase nach einem Rücktritt des Präsidenten zu. Präsident Abdelaziz Bouteflika trat Anfang April 2019 nach anhaltenden Protesten der Bevölkerung zurück. Beide Kammern des Parlaments bestätigten laut algerischem Staatsfernsehen mit großer Mehrheit Abdelkader Bensalah als kommissarischen Präsidenten. Bei der Präsidentschaftswahl 2019 wurde Abdelmadjid Tebboune zum Nachfolger gewählt. Er übernahm das Amt am 19. Dezember 2019.
Bensalah starb im September 2021 im Alter von 79 Jahren an Komplikationen seiner Krebserkrankung durch eine Infektion mit Covid-19, fünf Tage nach dem Tod von Abd al-Aziz Bouteflika.